# George and Devonshire

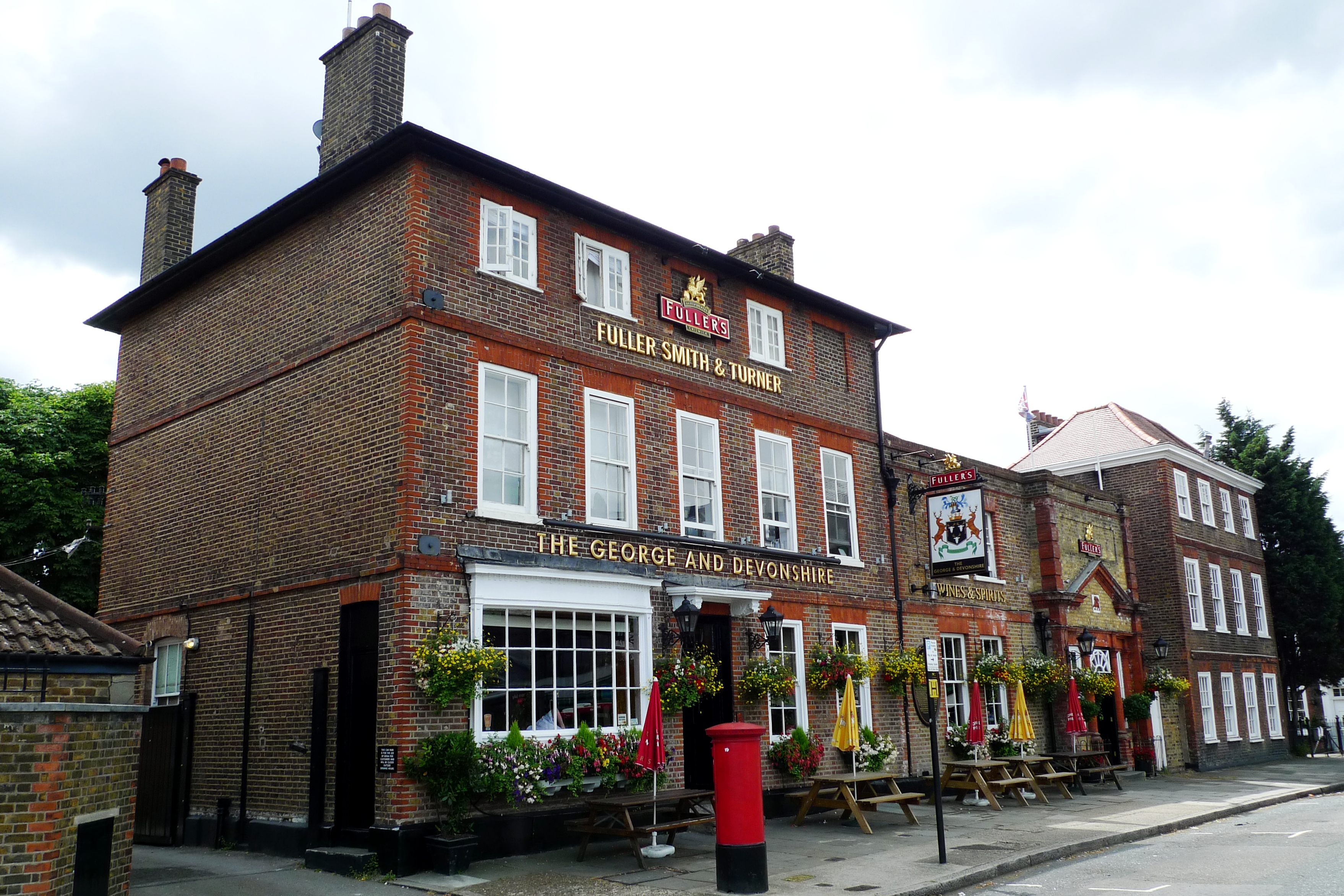
George and Devonshire

O George and Devonshire é um pub listado como Grau II em Burlington Lane, Chiswick, em Londres.
Foi construído no século 18, mas o arquitecto é desconhecido.